# Исаевка (Белинский район)
Иса́евка — деревня в Белинском районе Пензенской области России. Входит в состав Пушанинского сельсовета.

## География
Деревня находится в юго-западной части Пензенской области, в пределах Приволжской возвышенности, к востоку от реки Чембар, на расстоянии примерно 6 км (по прямой) к юго-западу от города Белинский, административного центра района.
Часовой пояс
Деревня Исаевка, как и вся Пензенская область, находится в часовой зоне МСК (московское время). Смещение применяемого времени относительно UTC составляет +3:00.

## История
Основана в период между 1795 и 1816 годами помещиком П. Исаевым. В 1896 году имелось 42 двора. В 1912 году упоминается как деревня Полешовка Мачинской волости Чембарского уезда. По состоянию на 1929 год входила в состав Городковского сельсовета. В 1939 году — в составе Кукарского сельсовета Чембарского района. В 1955 году являлась частью Мачинского сельсовета. В деревне располагалась бригада колхоза «Победа».

## Население
| 2010 |
| ---- |
| 1    |

Половой состав
По данным Всероссийской переписи населения 2010 года, в гендерной структуре населения мужчины составляли 100 %.
Национальный состав
Согласно результатам переписи 2002 года, в национальной структуре населения русские составляли 100 % из 2 чел.